# 点耳剤

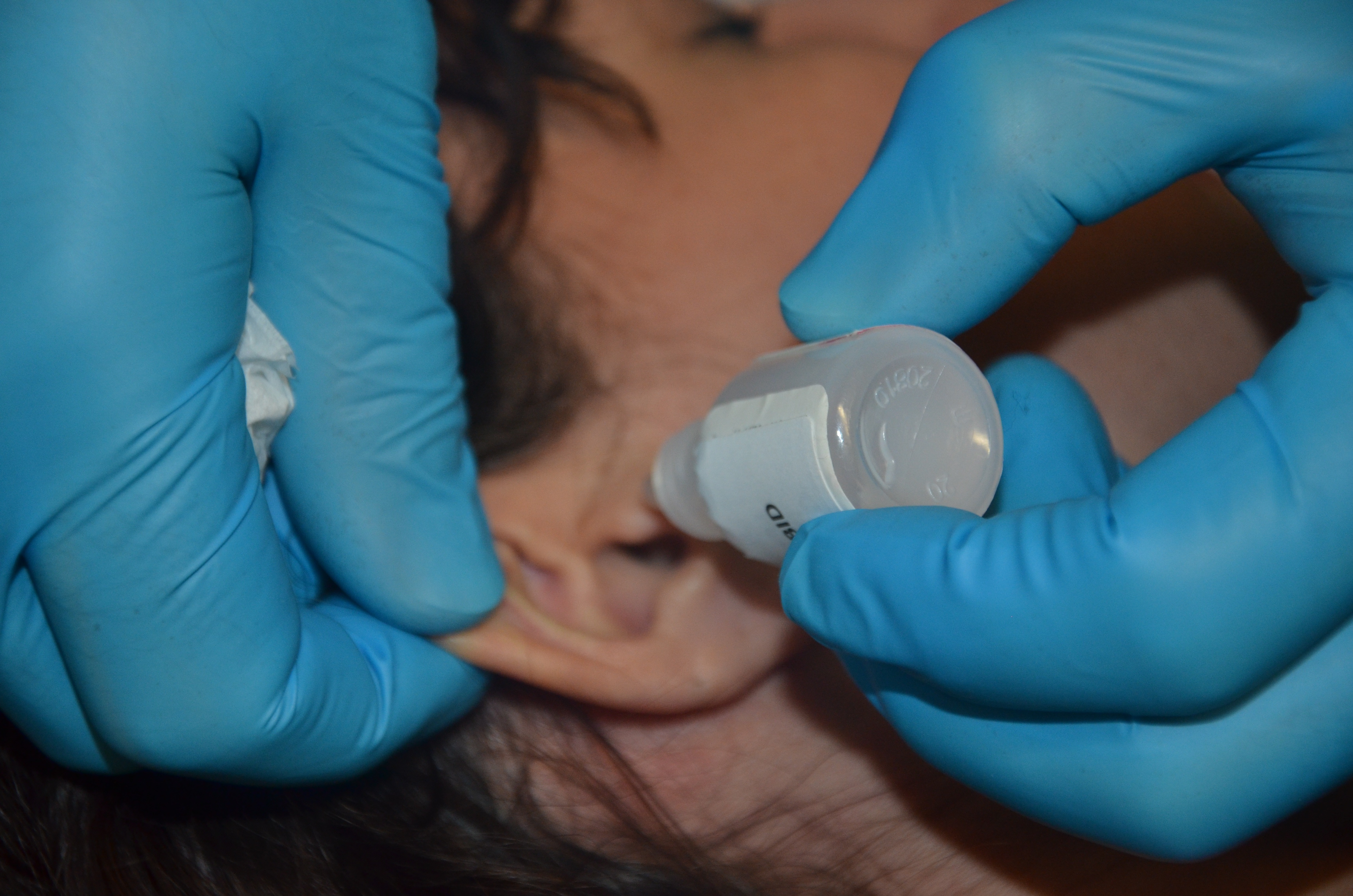
点耳剤を投与する様子

点耳剤（てんじざい）あるいは点耳薬（てんじやく）は、外耳または中耳に投与する外用薬である。処方箋などでは「EDR」と略記することがある。

## 剤形

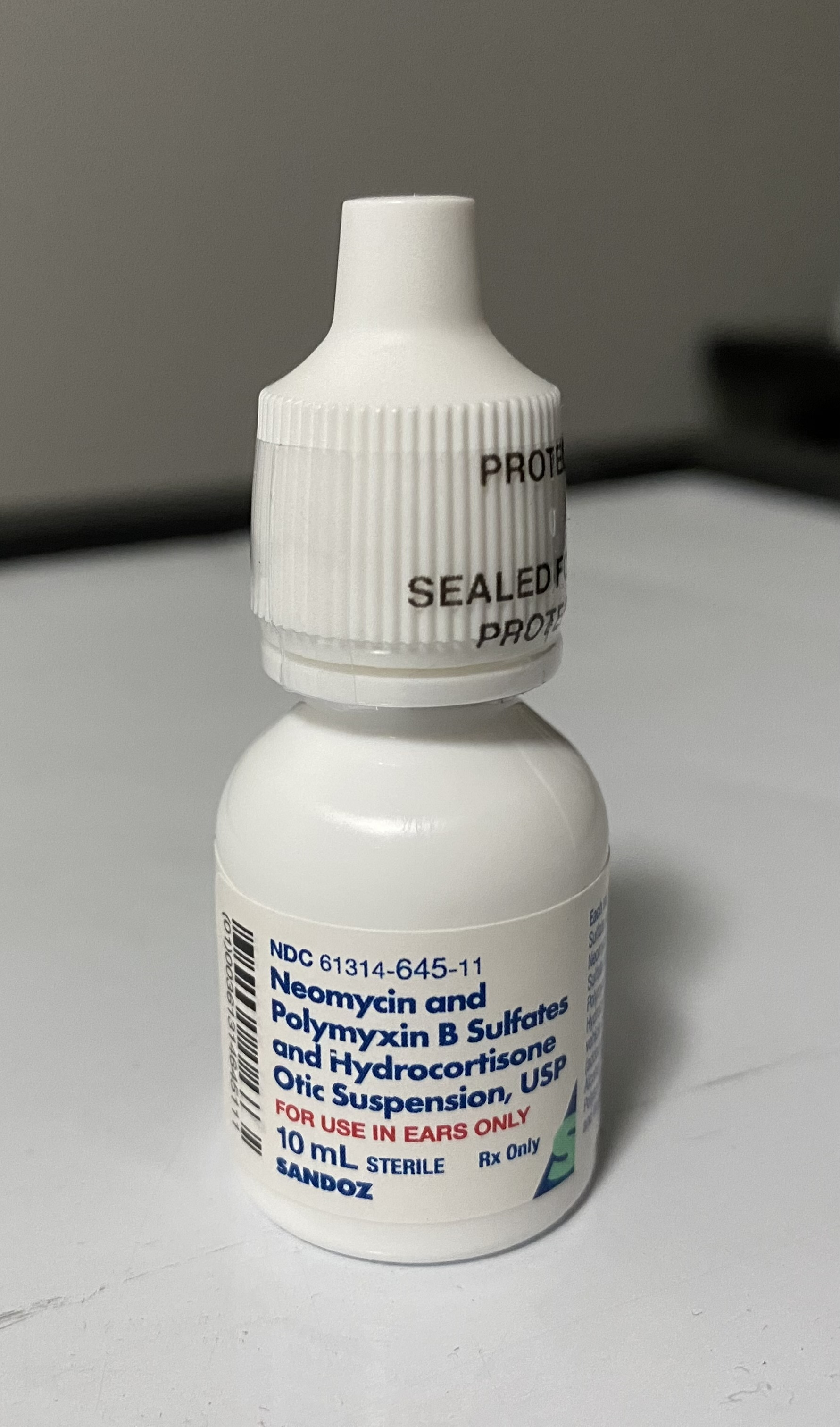
ネオマイシンとポリミキシンBの複合剤。赤字で「For use in ears only（点耳専用）」と明記されている。

外耳炎や中耳炎などに適用する抗菌薬やステロイド剤などがあり、液状や半固形の薬剤、あるいは使用時に固形の製剤を溶解・懸濁するタイプがある。耳垢塞栓には、耳垢を軟化させる耳垢除去剤が用いられる。日本では、セフメノキシム塩酸塩「（商標名）ベストロン」、ホスホマイシンナトリウム「ホスミシンS」、オフロキサシン「タリビッド」、塩酸ロメフロキサシン「ロメフロン」、クロラムフェニコール「クロロマイセチン」などの点耳抗菌薬が臨床使用されている。点耳剤と同じ有効成分を使用した点眼剤があるが、濃度や添加剤の有無などが異なるため、相互に代用することはできない。点眼剤と容器形状が類似した点耳剤には、誤用防止のため赤枠内に赤字で「目に入れない」と注意書きが記されている。水性点耳剤には精製水あるいは適切な水性溶媒、非水性点耳剤には主に植物油が使用され、適切な有機溶媒が用いられる場合がある。綿棒などで外耳道を拭き、患部のある耳を上に向け、薬液を滴下する。2～3分そのままの姿勢でいることで、薬液が患部に到達する。薬液を耳に注入し、5～10分ほどとどめておくことを「耳浴」という。古くから行われている治療法であるが、漫然と行うことによりかえって症状を悪化させる弊害も指摘されている。
冷蔵した薬剤を点耳すると回転性のめまいを生じることがある。外耳道や中耳周辺の温度が急速に低下し、前庭が刺激されることに起因するためで、体温程度に温めて使用することで軽減することができる。
外耳の湿疹・皮膚炎に対しては、糖質コルチコイドのベタメタゾンリン酸エステルナトリウムと抗生物質のフラジオマイシン硫酸塩を有効成分とする軟膏剤（販売名「眼・耳科用リンデロンA軟膏」）が処方されることがある。この軟膏剤は眼科・耳鼻科共通である。